# 毯子章魚
毯子章魚是水孔蛸屬下的四個物種。它們都是分佈在澳洲北海岸。
雄性毯子章魚一輩子都在尋找雌性。當雄性遇到雌性時，它們會把其中一條觸手注滿精子，並將之撕離身體。雌性會利用這隻觸手來讓卵受精。之後雌性就會離開雄性，雄性會浮在水中等待死亡。
毯子章魚有極高的兩性異形。雄性只有2.4厘米長，但雌性可以長超過2米。雌性的長度是雄性的100倍，重超過4萬倍。雄性的細小不會影響它們交配的能力，而雌性的大型是為尋得更多的雄性而設。雄性的細小可以讓它們快些達至性成熟，當遇到雌性時隨時可以進行交配。
毯子章魚具有一種獨有的保護機制：它們免疫於僧帽水母的毒素，並會撕下其觸鬚來作為自我防禦。它們不會像其他章魚般使用墨汁來嚇走敵人，而是會張開像網的膜，令它們看似很大。

## 種類
本属包括以下物种：
- 凝胶水孔蛸 Tremoctopus gelatus Thomas, 1977
- 薄肌水孔蛸 Tremoctopus gracilis (Souleyet, 1852)
- 罗氏水孔蛸 Tremoctopus robsoni Kirk, 1884
- 印太水孔蛸 Tremoctopus violaceus Chiaje, 1830

## 外部連結
- 维基共享资源上的相關多媒體資源：毯子章魚
- 維基教科書中有關Tremoctopididae的文本
- Tree of Life （页面存档备份，存于）